# Придјел Горњи
Придјел Горњи је насељено мјесто у граду Добој, Република Српска, БиХ. Према попису становништва из 2013. године, у насељу је живјело 778 становника.

## Становништво
| Демографија | Демографија | Демографија |
| Година      | Становника  | Становника  |
| ----------- | ----------- | ----------- |
| 1991.       | 1.247       |             |
| 2013.       | 778         |             |